# ピーター・ドッドソン
ピーター・ドッドソン（Peter Dodson）はアメリカ合衆国の古生物学者。恐竜に関する多くの論文、著書、共著書がある。1986年にアヴァケラトプスを記載。角竜類の権威である。ハドロサウルス科や竜脚下目についての論文や教科書も数冊執筆している。ドッドソンはペンシルベニア大学で古生物学および比較解剖学の教授を務めている。
2001年、2人の元教え子がドッドソンの名に因んで古代の蛙に Nezpercius dodsoni との命名を行なった（学名の前半はネズ・パース族に由来する）。

## 著書
- Dodson, P. (1996). The Horned Dinosaurs. Princeton University Press:Princeton, New Jersey, p. 244. ISBN 0-691-02882-6.
- Upchurch, P., Barrett, P.M. and Dodson, P. 2004. Sauropoda. In The Dinosauria, 2nd edition. D. Weishampel, P. Dodson, and H. Osmólska (eds.). University of California Press, Berkeley.